# Isaac Ramaswamy
Isaac Ramaswamy – amerykański zapaśnik w stylu klasycznym. Srebrny medal na mistrzostwach panamerykańskich w 1994. Drugi w Pucharze Świata w 1992 i czwarty w 1993 i 1994 roku. Zawodnik Sachem North High School i Syracuse University.